# Jensen Beach
Jensen Beach est une census-designated place située dans le comté de Martin, en Floride, aux États-Unis.

## Démographie
| 2000   | 2010   | - | - | - | - |
| ------ | ------ | - | - | - | - |
| 10 904 | 11 707 | - | - | - | - |

## Source
- (en) Cet article est partiellement ou en totalité issu de l’article de Wikipédia en anglais intitulé « Jensen Beach, Florida » (voir la liste des auteurs).